# 秋葉神社 (台東区)
秋葉神社（あきばじんじゃ）とは、東京都台東区松が谷にある神社である。

## 由緒
当初の名は鎮火社といった。1869年（明治2年）暮れの大火を受け、明治天皇の勅命により翌1870年（明治3年）に現在のJR秋葉原駅構内（東京都千代田区神田花岡町）の地に、火の神火産霊大神、水の神水波能売神、土の神埴山毘売神の三柱を祀神として勧請したのが始まりである。
江戸時代の江戸の街は度々大火災が発生した事から、神仏混淆の秋葉大権現（秋葉山）が火防（ひぶせ）の神として広く信仰を集めていたが、本来この社は秋葉大権現と直接の関係はない（東京府が秋葉大権現を勧請したとする史料もあるが、当時の社会情勢からみても明らかに誤伝である。）。しかし、秋葉大権現が勧請されたものと誤解した人々は、この社を「秋葉様」「秋葉さん」と呼び、社域である周辺の火除地（空地）を「秋葉の原（あきばのはら）」「秋葉っ原（あきばっぱら）」と呼んだ。「あきば」は下町訛りで、本来の秋葉大権現では「あきは」と読む。
鎮火社はいつしか秋葉社となり、1888年（明治21年）日本鉄道が建設していた鉄道線（現在の東北本線）が現在の上野駅から秋葉原駅まで延長され、秋葉の原の土地が払い下げられたのに伴って現在地に移転した。その後1930年（昭和5年）に秋葉神社と改名された。

## 台東区台東の秋葉神社
台東区台東4-21にも秋葉神社がある。旧秋田藩（佐竹氏）の藩邸跡の一画にあたり、佐竹秋葉神社と通称されている。